# 植物老化
植物老化是一種生物過程，是一系列生理及生化的改變。如同其他生物，植物老化也可分為計畫性和非計畫性衰老。如葉片老化會導致落葉樹木的葉片轉黃掉落。

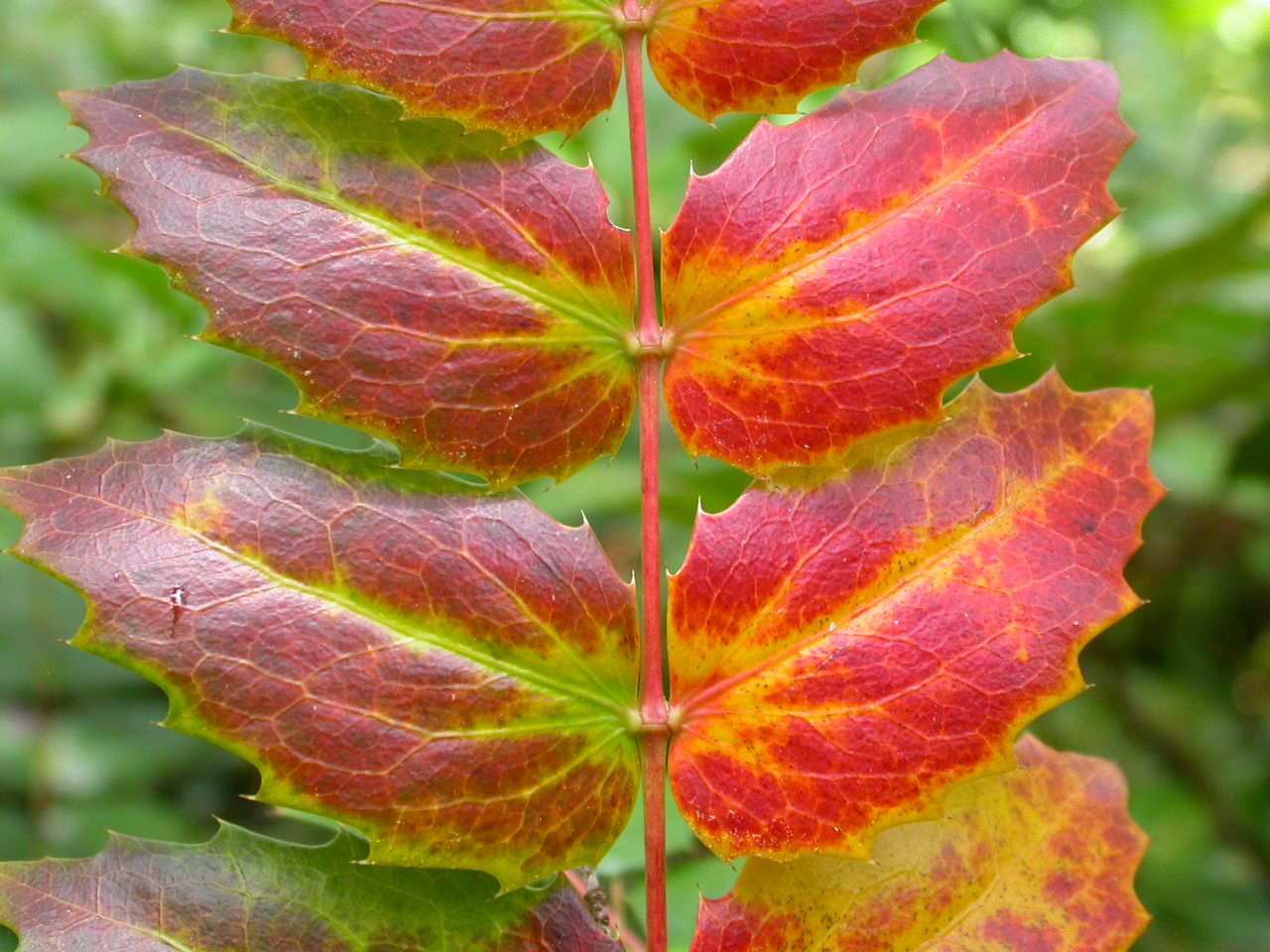
一個計畫性植物老化的例子，在秋天老化的刺黃蓮葉片。

### 非計畫性植物老化
儘管植物和其他生物有許多不同，植物上的老化和其他生物體仍有許多相似之處，如自由基損傷與端粒縮短等。

### 計畫性植物老化
計畫性植物老化會受到一些植物激素的影響。 像 離層酸 和 乙烯是大多數科學家所認為會明顯調控植物老化過程。細胞分裂素可以延緩老化使植物細胞維持在現有的狀態，但當 細胞分裂素的含量下降會導致細胞凋亡或植物老化。

## 外部連結
- The Adaptive Reasons For And The Physiological Causes Of Senescence In Annual Plants （页面存档备份，存于）
- The Start at a General Theory of Plant Senescence （页面存档备份，存于）